# Foucault (Gilles Deleuze)
Pour les articles homonymes, voir Foucault.
Foucault est un livre de Gilles Deleuze, publié en 1986 et dans lequel Deleuze donne sa lecture de la philosophie de Michel Foucault. Deleuze présente son ouvrage comme un « livre de philosophie » plutôt que comme «  une monographie sur Foucault » ou « un livre d’histoire de la philosophie ».
Le philosophe Frédéric Gros apporte un jugement globalement positif sur cette œuvre.